# Yamato Wakatsuki
Yamato Wakatsuki (若月 大和 Wakatsuki Yamato?), född 18 januari 2002 i Gunma prefektur, är en japansk fotbollsspelare som spelar för Sion, på lån från Shonan Bellmare.
Wakatsuki började sin karriär 2019 i Shonan Bellmare.